# Котово (Курська область)
Котово  (рос. Котово) — село в Пристенському районі Курської області Російської Федерації.
Населення становить 124 особи. Входить до складу муніципального утворення Котовська сільська рада.

## Історія
Населений пункт розташований на території українського етнічного та культурного краю Східна Слобожанщина.
Від 2004 року входить до складу муніципального утворення Котовська сільська рада.

## Населення
| 2002 | 2010 |
| ---- | ---- |
| 291  | ↘124 |